# Laperousea
Laperousea es un género de arañas araneomorfas de la familia Linyphiidae. Se encuentra en Oceanía. 

## Lista de especies
Según The World Spider Catalog 12.0:
- Laperousea blattifera (Urquhart, 1887)
- Laperousea quindecimpunctata (Urquhart, 1893)